# Caragols cuinats
Els caragols cuinats és una recepta típica de Mallorca Els ingredients que la componen a més del caragols són la sal, herbes culinàries com el fonoll, la menta, el moraduix, la tarongina i el llorer també la ceba els alls la sobrassada, la xulla, la botifarra i l'oli. La seva preparació consisteix a bullir els caragols, afegir el fonoll i les altres herbes i fer un sofregit amb ceba i all i afegir les carns i sobrassada.